# Elisabeth Volkenrath

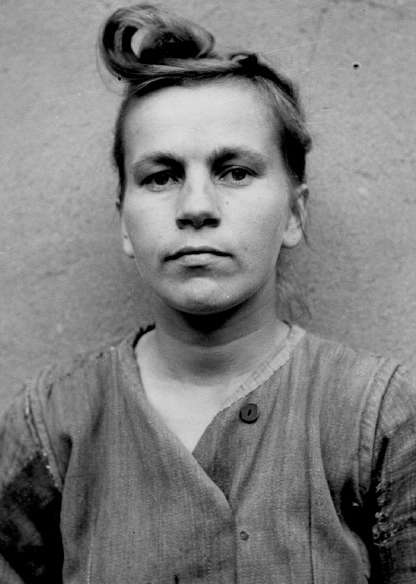
Elisabeth Volkenrath nach ihrer Festnahme 1945

Elisabeth Volkenrath, geborene Mühlau (* 5. September 1919 in Schönau an der Katzbach, Provinz Niederschlesien; † 13. Dezember 1945 in Hameln), war eine deutsche KZ-Aufseherin, die als Kriegsverbrecherin im Bergen-Belsen-Prozess zum Tode verurteilt und hingerichtet wurde.

## Herkunft, berufliche Tätigkeiten und Verpflichtung zum SS-Gefolge
Elisabeth Mühlau war die Tochter des Waldarbeiters Josef Mühlau und dessen Ehefrau; sie hatte mindestens fünf Geschwister. Nach Beendigung der Volksschule war sie von 1933 bis Mai 1938 als Kindermädchen und Kochhilfe, danach als Friseurin beschäftigt. Während des Zweiten Weltkrieges verpflichtete sie sich Anfang Oktober 1941 beim SS-Gefolge, absolvierte unter Dorothea Binz im KZ Ravensbrück eine Ausbildung zur Aufseherin und beaufsichtigte in der Folge Außenkommandos.

## Dienst im KZ Auschwitz
Im März 1942 meldete sie sich freiwillig für den Dienst im Stammlager des KZ Auschwitz und erhielt dort einen Posten als Aufseherin in der Häftlingsschneiderei. Von dort wurde sie im August 1942 in das Frauenlager des KZ Auschwitz-Birkenau versetzt, wo sie eigenen Angaben zufolge bald darauf an Fleckfieber erkrankte und in ein Hospital eingeliefert wurde. Nach dem Hospitalaufenthalt übernahm sie in Birkenau ab Ende Dezember 1942 die Paketstelle, wo sie ungefähr 25 bis 30 Häftlinge überwachte. In der Paketstelle wurden ihrer Aussage nach die ankommenden Pakete vom Roten Kreuz oder Häftlingsangehörigen durchsucht und anschließend an die entsprechenden Häftlinge ausgegeben. Zudem war sie zusätzlich hauptverantwortlich für die Brotverteilung im Lager. Diese Funktionen im Lager führte sie bis zum September 1944 aus. Danach wurde sie in das Stammlager des KZ Auschwitz zurückversetzt, wo sie Lagerführerin des Frauenlagers wurde. Im November 1944 wurde sie zur Oberaufseherin des Frauenlagers im KZ Auschwitz-Birkenau befördert und blieb in dieser Funktion bis zur Evakuierung des KZ Auschwitz im Januar 1945.
Sie verlobte sich am 15. August 1942 mit Heinz Volkenrath (* 1920), einem in der Kommandantur des KZ Auschwitz tätigen SS-Unterscharführer, den sie bald darauf heiratete.

## Dienst im KZ Bergen-Belsen, Festnahme und Inhaftierung

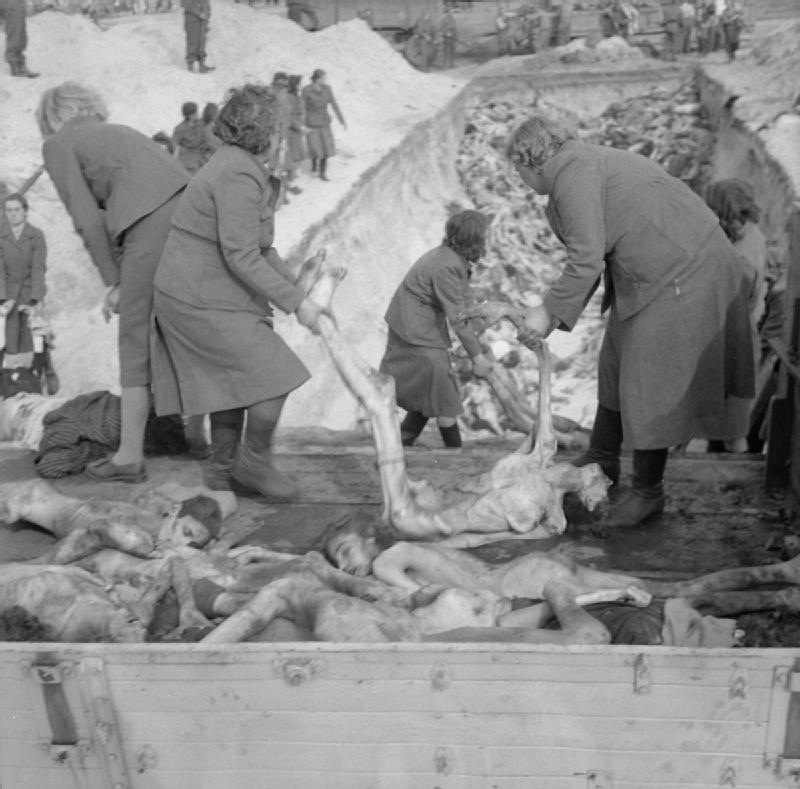
Gefangene KZ-Aufseherinnen tragen im KZ Bergen-Belsen Häftlingsleichen von einem Lastwagen zu einem Massengrab

Im Zuge der „Evakuierung“ verließ Volkenrath am 18. Januar 1945 Auschwitz und gelangte am 5. Februar 1945 in das KZ Bergen-Belsen, wo sie unter dem Lagerkommandanten Josef Kramer arbeitete. Dort erkrankte sie eigenen Angaben zufolge nach wenigen Tagen erneut und nahm nach einem Hospitalaufenthalt ihre Tätigkeit als Oberaufseherin erst wieder am 23. März 1945 auf.
Am 15. April 1945 wurde das KZ Bergen-Belsen durch britische Truppen befreit, die dort über 10.000 Tote und etwa 60.000 Überlebende vorfanden. Das SS-Lagerpersonal wurde am 17. April 1945 arrestiert und dazu verpflichtet, alle Leichen abzutransportieren und in Massengräbern zu bestatten. Anschließend wurde Volkenrath mit den anderen Angehörigen des Lagerpersonals in das Gefängnis Celle eingeliefert. Im Mai 1945 wurde sie dort von Ermittlern des War Crimes Investigation Team (WCIT) verhört, wobei auch Hanns Alexander anwesend war und dolmetschte. Bereits im Vorfeld dieser Vernehmung hatten die Ermittler durch Aussagen ehemaliger Häftlinge von Volkenraths Brutalität erfahren. Volkenrath gab zunächst bereitwillig über ihren Werdegang Auskunft. Sie bestritt jedoch ihre Beteiligung an den Gaskammermorden im KZ Auschwitz. Auf die abschließende Frage Alexanders, wer denn für die Zustände im KZ Auschwitz die Verantwortung getragen habe, nannte sie den Lagerkommandanten Rudolf Höß und darüber hinaus den Reichsführer SS Heinrich Himmler. Aus den wesentlichen Inhalten dieser Vernehmung wurde eine Eidesstattliche Erklärung erstellt und durch Volkenrath autorisiert.

## Prozess und Todesurteil
Im Bergen-Belsen-Prozess (17. September bis 17. November 1945 in Lüneburg) wurde Volkenrath wegen ihrer in Auschwitz und Bergen-Belsen begangenen Verbrechen angeklagt. Sie plädierte wie alle anderen Angeklagten zu Beginn des Prozesses auf „nicht schuldig“. Trotz glaubwürdiger Schilderungen von Zeugen leugnete sie die Beteiligung an Massenmorden und stritt ihr vorgeworfene Misshandlungen von Häftlingen ab. Zwar räumte sie ein, Selektionen im KZ Auschwitz beigewohnt zu haben, bestritt aber eine aktive Teilnahme daran. Über das Schicksal der auf Lastwagen verbrachten Selektierten sei sie nicht informiert gewesen, von den Gaskammern habe sie nichts gewusst.
Sie gab zu, Häftlinge bei Missachtung von Weisungen geohrfeigt zu haben, und rechtfertigte dies mit der Aufrechterhaltung der Lagerordnung. Dass sie sich an Misshandlungen der Häftlinge beteiligt habe, sei aber eine „verdammte Lüge“. Sie verstieg sich sogar zu der grotesken Aussage, dass sie durch den Lagerdienst in Auschwitz ebenso bestraft worden sei wie die Häftlinge, da die Aufseherinnen wie diese hätten hausen müssen. Zudem hätten die Aufseherinnen ihren Lohn nicht immer pünktlich und in voller Höhe erhalten. Auf die katastrophalen Zustände im KZ Bergen-Belsen habe sie den Lagerkommandanten wiederholt erfolglos hingewiesen.
Am 17. November 1945 hörte sie gemeinsam mit Irma Grese und Johanna Bormann das Urteil. Alle drei Frauen wurden schuldig gesprochen und zum Tod durch den Strang verurteilt. Am 11. Dezember wurden Volkenrath und die zehn weiteren Verurteilten unter großem Sicherheitsaufgebot von Lüneburg ins Zuchthaus Hameln verlegt. Der britische Henker Albert Pierrepoint vollstreckte die Todesurteile am 13. Dezember 1945 im Zuchthaus Hameln. Volkenrath wurde als erste an diesem Tag hingerichtet, ihr Todeszeitpunkt wurde auf 9:34 Uhr datiert.